# Енбекши (Жамбылская область)
Енбекши (каз. Еңбекші) — село в Шуском районе Жамбылской области Казахстана. Входит в состав Ескишуского сельского округа. Код КАТО — 316637300.

## Население
В 1999 году население села составляло 702 человека (360 мужчин и 342 женщины). По данным переписи 2009 года, в селе проживало 648 человек (339 мужчин и 309 женщин).